# トーゴ (夜間戦闘機指揮艦)
| NJL トーゴのバッジ | |
| 艦歴               | |
| 発注               | ブレーマー・ヴルカン造船所                                                                                              |
| 起工               | |
| 進水               | 1938年8月13日 ヴォエルマン・ライン（Woermann Line）商船「トーゴ」として進水。                                           |
| 就役               | 1939年にドイツ海軍により徴発。支援艦、機雷敷設艦として使用。 1942年に仮装巡洋艦「コロネル」へ改装                       |
| 退役               | |
| その後             | 1984年11月21日にメキシコのコアツァコアルコス沖合で座礁北緯18度10分12秒 西経94度18分36秒 / 北緯18.17000度 西経94.31000度 |
| 除籍               | |
| 性能諸元           | |
| 排水量             | 12,700 t (12,500ロングトン)                                                                                             |
| 全長               | 134m |
| 全幅               | 17.9m |
| 吃水               | 7.9m |
| 機関               | 8気筒ディーゼル機関1基1軸推進                                                                                           |
| 最大 出力          | 5,100 hp (3,800 kW) |
| 航続 距離          | 36,000 nmi (67,000 km; 41,000 mi) at 10 kn (19 km/h; 12 mph)                                                            |
| 最大 速力          | 16 kn (30 km/h; 18 mph)                                                                                                 |
| 乗員               | 283名+ドイツ空軍からのレーダー操作員74名                                                                                |
| 兵装               | 3 × 10.5 cm FlaK 38 高射砲 8 × 3,7 cm FlaK 43 機関砲 (4x2) 22 × 20 mm 対空機関砲 (5x4, 2x1)                             |
| 装甲               | なし |
| 航空 兵装          | |

トーゴ（MS Togo）は、ドイツの商船である。1939年9月の初め第二次世界大戦が勃発した時にアフリカのドゥアラにあるフランスの港に寄港していたが、抑留を避けるために連合国の封鎖を突破して無事にハンブルクへ帰港した。ドイツ海軍に徴発されて「軍艦14号」（Schiff 14）となると1940年4月にノルウェー侵攻に参加、8月にはイギリス本土上陸計画の一環として機雷敷設艦に改装され、その後1941年6月に仮装巡洋艦（Hilfskreuzer）「コロネル」（HSK Coronel）への改装作業が開始された。
第二次世界大戦中で最後のドイツの仮装巡洋艦となるべく実施された改装作業が1943年2月に不首尾に終わると掃海艦（Sperrbrecher）として使用され、1943年遅くにバルト海で活動する夜間戦闘機指揮艦トーゴ（NJL Togo）として再就役した。
トーゴは第二次世界大戦中のドイツ海軍で2隻目のレーダー艦であり、戦争を生き残った唯一のレーダー艦であった。
トーゴは早期警戒用として探知距離約40–75 km (22–40 nmi; 25–47 mi)のFuMG A1 フライヤ レーダーを1基と同等の探知距離を持つヴュルツブルク＝リーゼ照準レーダーを1基に加え夜間戦闘機との通信機器を搭載していた。
武装は、3門の10.5 cm FlaK 38 高射砲、4門の3,7 cm FlaK 43 機関砲、4門（後に5門）の四連装2cm対空砲と3門（後に2門）の2 cm Flak 30という重武装を施されていた。
1945年初めにトーゴはバルト海東岸からの兵員と避難民の救出作戦に参加した。戦争を生き延びた後に拿捕船としてノルウェーの管理下に入り兵員輸送船、その後避難民輸送船として使用された。ドイツに返還された後の1956年から1968年の期間は元々の役割である商船としてアフリカとの貿易に使用された。
様々な船主、船名、役割を経て最終的にトーゴは1984年にメキシコ沿岸で座礁した。

## 第二次世界大戦中の艦歴
商船トーゴは、ヴォエルマン・ライン（Woermann Line）向けのアフリカ諸国との貿易に使用する12名分の乗客用船室を持つ貨物船として1938年8月に進水した。第二次世界大戦が勃発して連合国側の港にいたドイツ船が抑留された時、トーゴはフランス領カメルーンのドゥアラにいた。抑留を避けるためにベルギー生まれの船長ウジェーヌ・ルスレ (Eugene Rousselet) は、夜陰に紛れてトーゴをベルギー領コンゴの港ボーマへ脱出させた。10月25日にボーマを出港し、連合国側の海上封鎖を突破したトーゴは、1939年11月23日にハンブルクへ帰港し、そこでドイツ海軍により徴発された。

### 機雷敷設艦として
1940年4月のノルウェー侵攻ではトーゴは支援艦（Werkstattschiff）となり、4月21日にカテガット海峡のスカーゲン岬東でイギリス海軍の潜水艦ナーワルが敷設した機雷により損傷を被った。
トーゴは機雷敷設艦（Minenleger）として修復され、8月から11月までドイツのイギリス本土侵攻作戦であるアシカ作戦の一環としてシェルブールを拠点とした。

### 仮装巡洋艦コロネルとして
1942年遅くにトーゴは仮装巡洋艦 (Hilfskreuzer)に改装された。通商破壊巡洋艦 (Handels-Stör-Kreuzer, HSK) 「コロネル」となる予定のトーゴはドイツ海軍内では「HSK 10」として知られ、「軍艦14号」（Schiff 14）と命名された。イギリス海軍では「襲撃艦 K」（Raider K）と呼んだ。この艦は、1914年11月にマクシミリアン・フォン・シュペー提督がチリの沖合でイギリスの巡洋艦隊に対して勝利を収めたコロネル沖海戦に因んで命名されるはずであった。
ロッテルダムのウィットン＝フェイエノールト造船所とシュテッティンのシュテッティナー・オーデルヴェルケ（Stettiner Oderwerke）造船所で改装を受け、1942年12月に再就役した。武装は6門のTK15 15 cm砲、6門の4 cm 対空砲、4門の連装2 cm機関砲、数門の単装2 cm機関砲を装備していた。
3機の航空機を搭載できるように設計されていたが、実際にこれらが搭載されることは無かった。
エルンスト＝ルートヴィッヒ・ティーネマン（Ernst-Ludwig Thienemann）大佐が艦長に就き、士官16名と兵員331名が乗船した。
敵の意表を突くことに賭けて「14号艦 コロネル」は1943年1月31日にノルウェーを出発し、イギリス海峡を抜けて大西洋へ進出することが計画されたが、この艦の存在は暗号解読ULTRAを通じて既にイギリス側に知られていた。大規模な機雷敷設艇や哨戒艇の護衛を伴っていたが嵐と機雷原に阻まれ、加えて2度も砂州に座礁したこともありズリュト、ダンケルク、カレーに途中停泊し2月10日に無事ドーバーの沿岸守備砲台の援護下に入った。その後度重なる空からの攻撃を受けて爆弾による損害を被り、ブローニュに入港せざるを得なくなった。占領下のフランスの港で修復するには損害が大きすぎたためドイツ本国へ回航する必要が生じ、3月2日にキールに到着した。
ドイツの仮装巡洋艦は公海上へ出てから艦長により命名されるという慣習があったため、海峡突破に失敗した本艦は正式に「仮装巡洋艦 コロネル」（Hilfskreuzer Coronel）とは命名されず残りの戦争の期間は艦名「トーゴ」のままであった。

### 夜間戦闘機指揮艦として

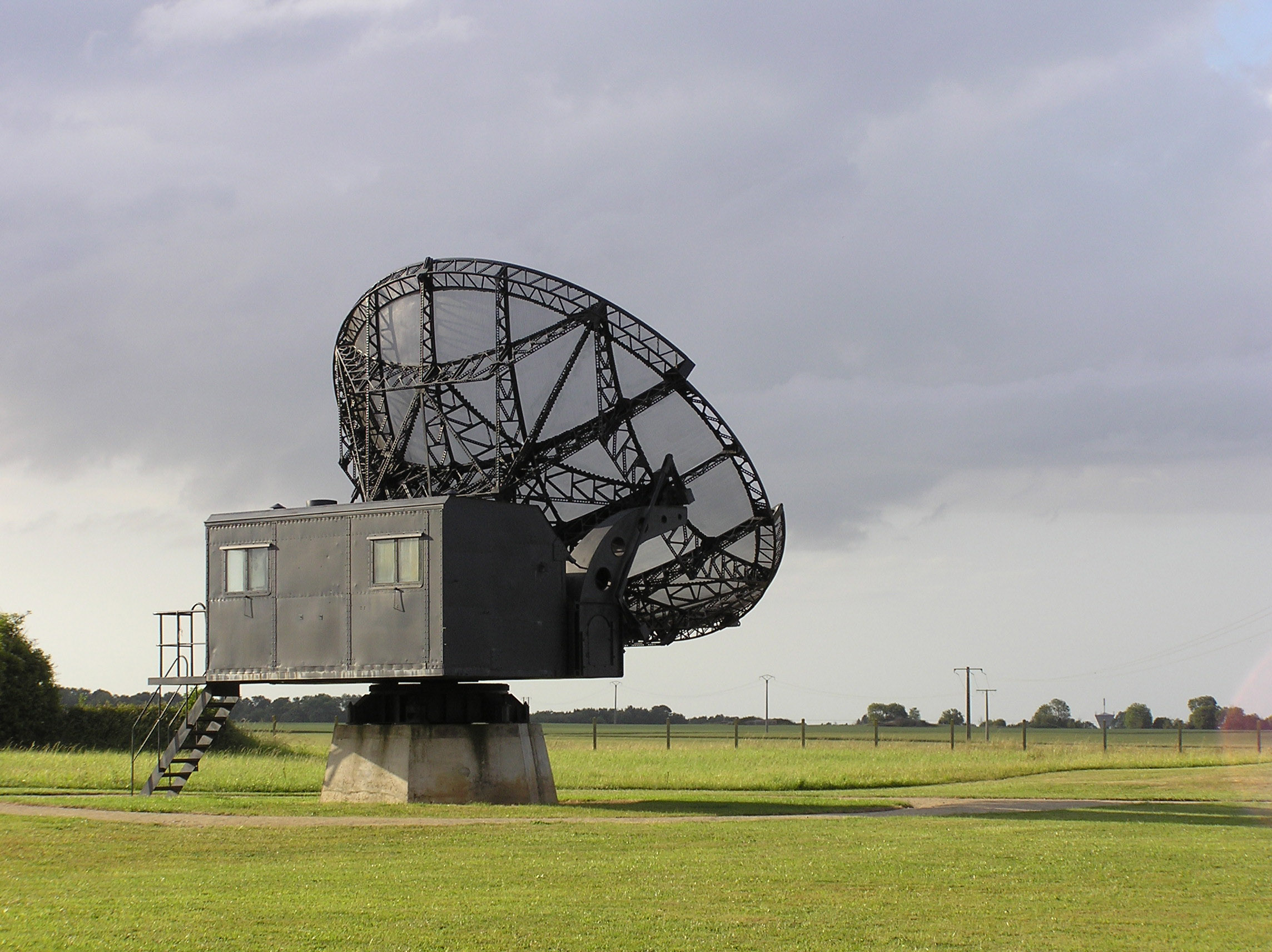
トーゴに搭載されたものと類似のヴュルツブルク・レーダー

1943年遅くにトーゴは機雷原啓開船（Sperrbrecher：機雷原で安全な航路を確保する艦船）として機雷掃海任務に駆り出された後、ルドルフ・リュック（Rudolf Lück）少佐指揮の夜間戦闘機指揮艦に改装された。
1943年10月からトーゴはドイツ空軍の22/Luftnachrichten Regiment 222の作戦統制下でバルト海を巡航した。ソ連軍によるヘルシンキへの3大爆撃後の1944年3月にタリンとヘルシンキ上空に夜間戦闘機による防御を展開するためにフィンランド湾に到着した。
終戦間際にトーゴは、ポーランド、東プロシア、ラトビアからのドイツ軍と避難民の救出に参加した。

## 戦後の船歴
終戦時キールにいたトーゴは戦利品として最初1945年8月13日にイギリスへ引き渡され、その後1946年1月15日にアメリカ海軍の手に渡りポーランド人元捕虜の本国送還に使用された。3月14日にノルウェー海軍へ引き継がれ（1946年12月に「スヴァールバル」KNM Svalbardと改称）、以後ドイツ占領のための兵員輸送を行う補助艦艇として使用された。
この時のトーゴの収容定員は900名に増加しており、1947年12月から1949年12月まで国際難民機関によりヨーロッパから北アメリカやオーストラリアへの強制避難民の移送用にチャーターされた。第5艦隊の「スヴァールバル」（Svalbard）として1948年6月から1949年10月まで6回の航海を行い、オーストラリア移住のために合計5,242名の強制難民を運んだ
。
1954年から1956年にかけて船主が何代か変わり、船名も「ティルトホーン」（MS Tilthorn 1954年4月）やその後に「ステラ・マリーナ」（MS Stella Marina 1954年7月）と変遷した後に1956年11月に元々の船主である「ヴォエルマン＝ドイチェ・アフリカ」（Woermann-Deutsche Afrika line）の手で改装された。改装され元の「トーゴ」の船名に戻ってこの後12年間をアフリカ航路に就航した。
1968年3月にトーゴはパナマのタボガ・エンタープライズ社（Taboga Enterprises Inc.）へ売却され、「ラカイユ」（Lacasielle）と改名された。1976年4月8日に再びパナマのカリビアン・リアルエステート社（Caribbean Real Estate SA,）に転売され、「トピカ」（Topeka）となった。この船名のまま1984年に最後の船主となる（Lineas Agromar Ltda）へ売却された。
トーゴは臨時傭船「トピカ」として1984年11月21日にメキシコのコアツァコアルコス沖合(北緯18度10分12秒 西経94度18分36秒 / 北緯18.17000度 西経94.31000度座標: 北緯18度10分12秒 西経94度18分36秒 / 北緯18.17000度 西経94.31000度)で風力8 mi (7.0 nmi; 13 km)の強風により投錨地から流され座礁して最後の日を迎えた。この事故により船員27名中の2名が死亡した。
- ベルゲン要塞博物館に展示されているノルウェーの兵員輸送船「スヴァールバル」の模型。
- 1948年12月にオーストラリアへの移住のためにジェノヴァで「スヴァールバル」に乗船する強制難民。